# Wojciech Has
Wojciech Jerzy Has (Cracovia, 1º aprile 1925 – Łódź, 3 ottobre 2000) è stato un regista e sceneggiatore polacco.
Nel 1973 il suo film La clessidra ha vinto il Premio della giuria al Festival di Cannes.

## Biografia
Wojciech Jerzy Has nacque a Cracovia, in una famiglia di origini ebraiche da parte di padre e cattoliche da parte di madre. 
Durante il periodo di occupazione tedesca della Germania, durante la seconda guerra mondiale, Has studiò in un istituto ad indirizzo economico e poi, clandestinamente, all'Accademia di belle arti di Cracovia. Dopo la guerra riprese a studiare alla ricostituita Accademia. Nel 1946, Has completò un corso di un anno in cinema e iniziò a produrre film didattici e documentari per la Wytwórnia Filmów Dokumentalnych i Fabularnych, casa di produzione di Varsavia. e negli anni Cinquanta si spostò nella prestigiosa Scuola Nazionale di Cinema, Televisione e Teatro Leon Schiller di Łódź.
Fece il suo debutto con il mediometraggio Harmonia (1948) ed iniziò a dirigere lungometraggi nel 1957. Nel 1974 divenne professore del dipartimento di regia nella Scuola Nazionale di Cinema di Łódź. Lungo la sua lunga e prolifica carriera diresse importanti pellicole come Il manoscritto trovato a Saragozza e La clessidra.
Dal 1987 al 1989, Has fu direttore artistico della Rondo Film Studio e membro del Comitato Statale polacco del Cinema. Nel 1989-1990, divenne preside del dipartimento di regia nella Scuola Nazionale di Cinema di Łódź. Nel 1990 divenne rettore della stessa Scuola e lo rimase fino al 1996.

## Filmografia parziale
- Il cappio (Pętla) (1958)
- Pożegnania (1958)
- Rozstanie (1961)
- Jak być kochaną (1962)

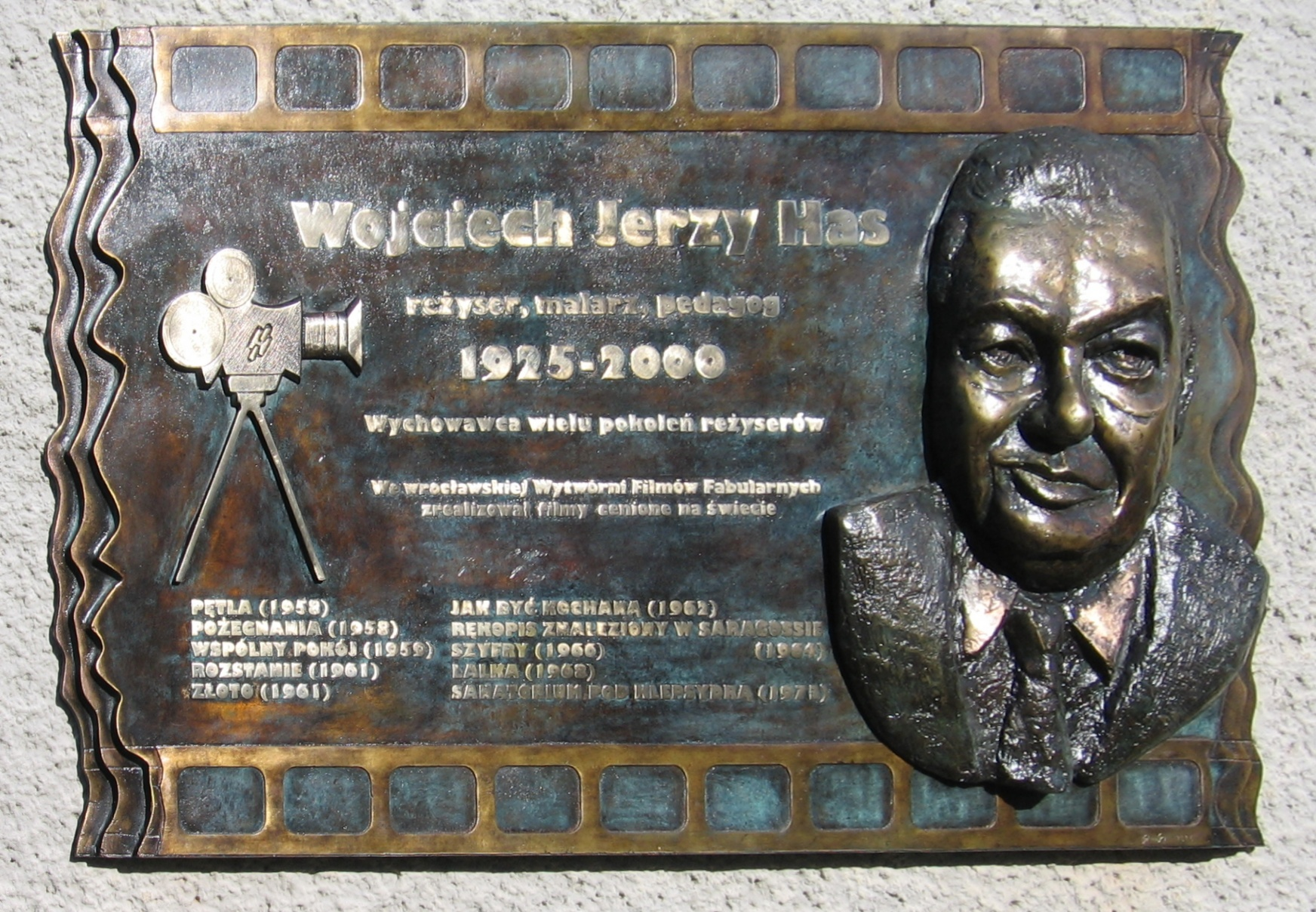

- Il manoscritto trovato a Saragozza (Rękopis znaleziony w Saragossie) (1964)
- Szyfry (1966)
- Lalka (1968)
- La clessidra (Sanatorium pod klepsydrą) (1973)
- Nieciekawa historia (1982)
- Pismak (1984)
- Osobisty pamiętnik grzesznika... przez niego samego spisany (1985)
- Niezwykła podróż Balthazara Kober (1988)